# Distrito de Olmos
El distrito de Olmos está ubicado en el norte del Perú ; es uno de los doce distritos de la provincia de Lambayeque, ubicada en el Departamento de Lambayeque, bajo la administración del Gobierno regional de Lambayeque, en el Perú. Siendo el distrito con más extensión territorial de la provincia de Lambayeque

## Etimología
El nombre de Olmos proviene de la abundancia de árboles de la variedad algarrobo que existían en Lluró, primer pueblo fundado en aquellos tiempos y cuyos árboles eran muy parecidos a los olmos de España.

## Historia

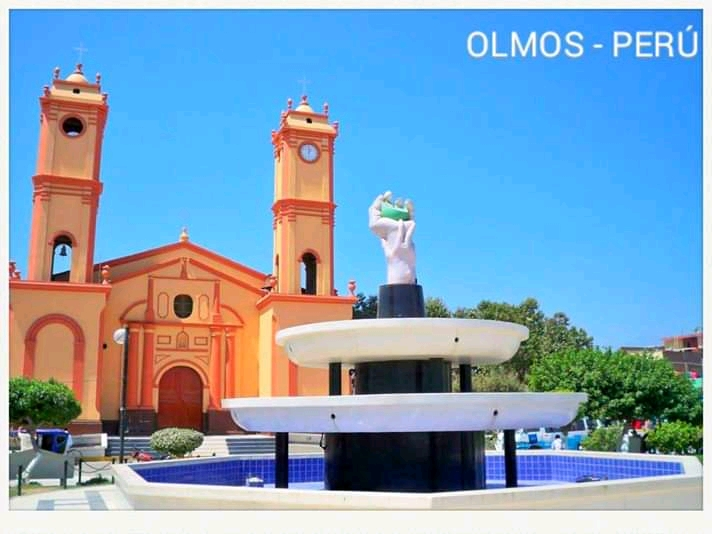
Plaza de Armas de Olmos

Los pobladores prehispánicos del actual Olmos, por la proximidad al territorio de Piura, tuvieron una fuerte influencia de los tallanes; y en menor grado de otras culturas desarrolladas en el extremo norte del Perú. Es probable que en una determinada época histórica existiera algún nexo con la cultura Moche, Lambayeque, Sican y Sipán, desarrolladas en el ámbito de la actual Región Lambayeque..
A la llegada de los conquistadores españoles al extenso territorio de Olmos, reinaba el curacazgo de Copiz, integrado por los ayllus de Copiz, Santo Velillo o Santovélico, Guambra, Lulizana y Catón. A estos ayllus se sumaban las parcialidades serranas de Aguas Blancas, Boliches, Recalí, Licurnique y Jagüey Grande de Pumpurre. Al paso de Francisco Pizarro por la sede o residencia del curaca de Copiz, este no se encontraba en la zona por probable viaje a Cajamarca.
Al inicio de la colonia, los españoles habían constituido dos encomiendas bajo la administración del partido de Piura: la de Olmos y Santovélico, que en el gobierno del virrey Toledo estuvo en manos de la hija de Pedro Gonzáles de Prado y la encomienda de Copiz, de Diego de Sandoval.
Posteriormente, durante la colonia, se creó la Comunidad Indígena de Olmos, cuyo reconocimiento se habría dado en 1544, por el virrey Blasco Nuñez de Vela. Los terrenos de su propiedad, desde el inicio, tuvieron una vasta extensión, conformado por tierras, pastos y bosques que siempre fueron objeto de continuas usurpaciones provocadas por los terratenientes o por la penetración de comunidades vecinas. En respuesta, los comuneros Olmanos libraron duras, prolongadas y sostenidas lucha en defensa de su patrimonio.
En el año de 1591, de acuerdo a la interpretación de Enrique Brünning, los poblados de los ayllus del curacazgo de Copiz con mayor población fueron los de Olmos, Santovélico y Catón que en total sumaban 382 tributarios; en tanto Copiz tan solo contaba con 41 de ellos.
Más tarde, pasaron a integrar el pueblo de Olmos, los mestizos e indígenas provenientes de Piura, que se establecieron primero en Yurú con la finalidad de prestar servicios de arrieraje a los viajantes de Paita que se dirigían a Lima y a otras localidades del sur peruano. Los arrieros en busca de agua, se trasladaron progresivamente de Fícuar a San Cristóbal para finalmente afincar en Cascajal; lugar distante a dos leguas del actual Olmos y una legua del antiguo Copiz.

### Creación
El distrito de Olmos fue creado durante el gobierno de José de la Riva Agüero en el año de 1823, siendo elevado a la categoría de ciudad por ley del 18 de diciembre del año 1886 durante el gobierno del Gral. Andrés A. Cáceres. Se constituye sobre la base del territorio de la comunidad de indígenas y el curato de Olmos, pasando a integrar la provincia de Lambayeque.
El distrito se instala en la ciudad Olmos, en la margen derecha del río del mismo nombre, a 115 km al norte de Chiclayo; el mismo que está situado a una altitud de 175 m s. n. m., entre las coordenadas geográficas 5°59′6″ de latitud sur 80° 31' 43 de longitud occidental.
El distrito de olmos nace como un pueblo de indios. En aquel lugar comenzó a funcionar la reducción de los indígenas de las encomiendas de Olmos, Copiz y Santovélico, dispuesta el 27 de junio de 1573 por el visitador general de los partidos de San Miguel de Piura, Guayaquil y Puerto Viejo, Bernardo Loayza.
El primer pueblo de Olmos fue fundado el 27 de junio de 1573 en el sitio llamado Llurú (o Yodur), con la llegada de las mestizas que se habían desplazado hacia el este, hasta el Ayllu de Santovélico, que significa "Cerro de arena del Sol".
El segundo pueblo fue fundado también en el año 1573 en el sector de Fícuar, el cual estaba rodeado de varios cerros de arena y cuyas ruinas existen en la actualidad, como la iglesia y su cementerio real. En dicho pueblo debierón reunirse todos los indios de Olmos, Santovélico y Cópiz, pero no se logró su propósito por carecer de agua y por de identidad cultural. Los indios de Cópiz hablaban el lenguaje "mochic" y los olmanos el "sec" que se hablaban también en los pueblos de Colán, Catacaos y Sechura.
El tercer pueblo de Olmos se fundó en San Cristóbal en el año 1596. El nombre de San Cristóbal se deriva de la fecha de arribo de los pobladores a este lugar (10 de julio). En el año 1687 debido a una fuerte sequía en esa zona, los pobladores tuvieron que trasladarse al "Punto del Agua" Cascajal, dejando de esta manera la vida errante que llevaban. En 1687 se funda el cuarto pueblo de Olmos, en el paraje "Punto del Agua" Cascajal. 
A inicios de 1705 las familias tifilianas fundan el quinto Pueblo y se mudan de "Punto del Agua" Cascajal a la Parcialidad de Cópiz y nombran como único representante de la comunidad de Santo Domingo de Olmos a Don Pedro tisllón y a partir de esa fecha la comunidad entra en reorganización en los aspectos geográficos, económicos y sociales, control de tierras y pastos, defensa legal de sus terrenos y fiscalización del arrendamiento de las mismas a los estancieros.
En el mismo año 1705 se funda el sexto y definitivo pueblo de Olmos y los naturales de la parcialidad 
de Cópiz influenciados por el acaudalado Cacique Don Pedro Bonifacio Guambo, se mudan a orillas del río Olmos, actual ciudad de Olmos.
En resumen fueron seis los pueblos de Santo Domingo de Olmos, desde su fundación en Llurú los cuales fueron trasladándose leguas tras leguas de distancia, en busca de agua hasta establecerse en la actual ciudad de Olmos como se puede apreciar a continuación:
1) Llurú o Yodur (a fines de los años 1530)
2) Santovélico, Sector Fícuar (1573-1595)
3) San Cristóbal (1596-1687)
4) Punto del Agua. Sector Cascajal (1687-1704)
5) Cópiz. Sector Fíloque (1705)
6) A orillas del río Olmos (actual ciudad de Olmos, 1705)

### Las siete familias
A fines de los años 1530, siete familias mestizas procedentes del norte de Piura se instalaron en el lugar denominado Llurú o Yodur, 
zona ubicada dentro de los límites del Cacica de Cópii (actual límite de las Comunidades de Olmos y Sechura).
Las referidas familias llevaban los siguientes apellidos: Arroyo, Cornejo, Maco, Monja, Papan, Serrato y Soplopuco.
Las mencionadas familias establecidas en Llurú, además de erigirse como colonizadores de la zona, se trazaron tres objetivos, en función al camino real que unían los pueblos del norte con la ciudad de los Reyes. Las familias emigrantes desarrollaron el arrieraje y formaron el primer "navío" de mulas y las llevaron a Paita para el alquiler a los pasajeros que venían en los barcos de España y desembarcaban en el puerto de Paita de paso a Lima.

### Olmos en la actualidad
Olmos dispone en la actualidad con una vasta campiña y más de 165 caseríos debidamente reconocidos, es decir cuentan con tenencia o gobernación y otras aldeas más pequeñas que aún no han sido reconocidas.
Entre los caseríos más notables se cuentan: Nitape, imperial, La Pilca, La Orchilla, El Empalme (cruce de la interoceánica con el brazo a Lambayeque). Cascajal, Los Panales, La Choza, Callejón de Cascajal. Filoque, El Pueblito, San Isidro, Garbanzal, Sincape, Mano de León, Racalí, El Tocto. Aliclá, Las Pampas, El Muerto, Pañalá, La Estancia, Laguna Larga, Sequión, San Cristóbal, El Pasaje, Pasábar, El Puente, El Abra, Escute, La Calera, Senquelo, San Pablo de Escurre, Boca Chica, Mocape, Insculás, Cerro de Falla, El Porvenir, El Mango, La Victoria, Tierra Rajada, El Progreso, Redondo, Vega del Padre, Santa Rosa, La Esperanza, Fícuar, Ancol, Chúncar, Cerro de Arena, Alto Roque, Las Pozas, Corral de Arena, Cerro Teodoro, Nichito, Las Sábilas, Querpón, El Progreso Badén. El Paraíso, La Capilla Central, Capilla, Ñaupe, Las Animas, El Virrey, Hualtacal Chico, etc.

## Geografía
El distrito de Olmos tiene la mayor extensión territorial de la región de Lambayeque con un área de 5.335,25 km², representando el 51% del territorio de la provincia de Lambayeque y el 33% de la región Lambayeque.
El año 1947, la Comisión del Estatuto y Redemarcación Territorial (C.E.R.T.) nombrada en el gobierno de José Luis Bustamante y Rivero, luego de un exhaustivo estudio, trazó los límites y mapa estableciendo para el distrito de Olmos una extensión de 6.393,89 km²; luego recortados por disposición de la Junta militar presidida por el general Juan Velasco Alvarado, quedando la superficie de 5.335,89 km², ya mencionada.
En el año 1999 por decreto supremo 017-99/AG, el gobierno peruano conducido por Alberto Fujimori, confisca 111.656 hectáreas de tierras comunales en favor del Proyecto Especial de Irrigación e Hidroenergético de Olmos. En la actualidad, el Congreso de la República debate un Proyecto de Ley para la devolución de las mismas.
El distrito de Olmos, integrado en lo esencial por la Comunidad Campesina Santo Domingo de Olmos, se encuentra ubicado al extremo norte de la provincia de Lambayeque, entre los paralelos 4°24′41″ y 6° 30' latitud sur y 80° 31' 43 longitud Oeste del Meridiano de Greenwich, a 115 km de la ciudad de Lambayeque, por la carretera Lambayeque-Olmos (ramal de la Interoceánica Norte). Está ubicado en la región natural Sierra, aunque al noroeste de partes territoriales de zona yunga marítima. Se encuentra a una altitud de 175 m s. n. m., y tiene una densidad poblacional de 7,1 pobladores por km². A pesar de ser costa, posee un clima húmedo, siendo una selva costera. Se presentan lluvias frecuentemente.

### Delimitación geográfica
El distrito de Olmos, reconocido como el segundo desierto más extenso del Perú, tiene los siguientes límites:
- Norte:

Los distritos de Catacaos, Matanza, Buenos Aires y Salitral pertenecientes a las provincias de Piura y Morropón respectivamente, en el departamento de Piura.
- Este:

El distrito de Huarmaca, perteneciente a la provincia de Huancabamba, departamento de Piura. Los distritos de Salas, Motupe, Jayanca y Pacora del departamento de Lambayeque. 
- Sur:

Distrito de Morrope, departamento de Lambayeque. 
- Oeste:

Océano Pacífico (Punta Cabo Verde) y la provincia de Sechura, departamento de Piura.

### Orografía
El 65% del territorio comunal está cubierto por árboles y arbustos; además, a lo largo de todo el año, suceden una serie de accidentes geográficos, identificándose los siguientes:
Las depresiones.- Son accidentes geográficos encontrados en forma de llanos, dunas, lomas, médanos, pequeños macizos, cerros aislados y contrafuertes de la cordillera Occidental; además en cauces secos de quebradas o ríos temporales.
Los contrafuertes.- Son formaciones accidentales formadas por las cadenas de cerros dentro del territorio de Olmos. Los principales contrafuertes son: 
a) Al Este.- Destacan los contrafuertes de los cerros Cruz de Piedra, Peña Blanca, Tres Batanes y Punta de Cerro.
b) Al Sureste.- Existe una contrafuerte formado por los cerros Infiernillo, Mano de León, Escurre, Higuerón, Alicla, Marchador, Hierba Buena, El Toro, Senquelo. En la misma dirección geográfica se encuentra otro contrafuerte constituido por los cerros Mirador, La Virgen y Vizcachas.
c) Al Oeste.- Es el contrafuerte formado por los cerros Pumpurre (cerro que representa la historia mítica de Olmos), Licurnique, Laucha y Tinajones.
d) NorEste.- El contrafuerte está constituido por los cerros Sondor, Mora, Cabezón, Cutirrape, Número Ocho, Sechura, Chalpón y el Teniente. 
Existen otros contrafuertes aislados, formados por los cerros Ficuar Grande, La Virgen, El Médano, La Mina, Choloque, San Cristóbal, La Calera y otros.

#### Quebradas y pampas
Entre las principales quebradas están: Licurnique, Ñaupe, Guayaquil, Vega Gigante, Vega del Cuy, etc.
Las pampas son: Pampa de Burros y Palo Grueso y pampa de olmos

### Hidrografía
Entre los principales ríos puede mencionarse:
- Río Olmos: Río estacional ubicado en la parte sur del distrito. En tiempos de lluvia alimenta las tierras de la parte sur del distrito.
- Río San Cristóbal: Es un río sin aguas permanentes, ubicado en la parte norte del distrito. Cuando tiene aguas, estas se distribuyen en toda la zona Oeste, lugar de siembra y cosecha de plantaciones permanentes como limón, mango, palta, maracuyá, entre otros.
- Río Cascajal Las aguas de este río bajan desde la parte alta de los andes occidentales ubicados al norte de cajamarca. Es un río con débil cauce pero con agua permanente. Sus aguas se distribuyen en los terrenos ubicados a lo largo de su recorrido.

En época de verano, el agua de las precipitaciones de la Cordillera Occidental discurre a través de los ríos Olmos, Cascajal e Insculas.

### Climatología
El distrito de Olmos se encuentra entre la transición de la región natural de Yunga y Chala, tiene un clima semitropical o seco tropical, debido a su alejamiento de la costa subtropical y desértica de origen.
Las temperaturas diurnas alcanzan los 38 grados centígrados en verano (diciembre a abril), disminuyendo en los meses de invierno (junio a septiembre) a 23 y 24 grados centígrados y 15 grados durante las noches. La temperatura máxima registrada fue durante el año 2001, donde esta se elevó sobre los 40 grados centígrados bajo sombra.

#### Precipitaciones pluviales
Las lluvias son bajas, en años normales y secos fluctúan entre 38,9 y 33,7 mm anuales; aunque la presencia del Fenómeno El Niño provoca la variación de ellas. 
La humedad máxima puede llegar a 88% en los meses de lluvia y 69% en los mesos de ausencia de ellas. El aire sopla de Suroeste a Noroeste.

## Población
Características según el censo de 1993:
- Población total: 31.045
- Población urbana: 7.857 (25,31 %)
- Población rural: 23.188
- Población total de hombres: 15.675
- Población total de mujeres 15.370
- Tasa de crecimiento intercensal (1981 - 1993): 2,5
- Población de 15 años y más: 18.159
- Porcentaje de la población de 15 años y más: 58,49
- Tasa de analfabetismo de la población de 15 y más años: 17,2
- Total con solo primaria completa o menos: 54,1

Características según el censo de 2007:
- Población total: 36.595
- Población urbana: 9.807 (26,80 %)
- Población rural: 26.788
- Población total de hombres: 18.440
- Población total de mujeres 18.155
- Tasa de crecimiento anual intercensal (1993 - 2007):  1.2 %

Fuente : INEI - Censos Nacionales 2007 : XI de Población y VI de Vivienda https://web.archive.org/web/20121001054817/http://desa.inei.gob.pe/censos2007/tabulados/

## Recursos naturales
a) Suelos.- El censo agropecuario de 1994, menciona que Olmos tiene 9322,25 hectáreas de tierras agrícolas; de ellas 8282,65 hectáreas son bajo riego y 1039,6 hectáreas son tierras de secano.
b) Aguas.- Los terrenos de secano son alimentados con el agua de las lluvias, para el riego se emplea las aguas de los ríos de Olmos, Cascajal y San Cristóbal, siempre y cuando haya lluvias en la cabecera de sus cuencas, aunque en la mayoría de casos se utiliza el agua subterránea obtenida de los pozos tubulares. En el año 1994 existían en Olmos 564 pozos, de los cuales solo operaban 492, cifra que a la actualidad se ha reducido de manera considerable a un aproximado de 150 pozos. En el departamento de Lambayeque, Olmos es el distrito con el mayor número de pozos de agua para la agricultura.
c) Flora natural.- Es de tipo desértico; la especie más importante y numerosa es el algarrobo seguido del zapote y espino. Se calcula un total de 39.941 hectáreas de montes y bosques y 28.146,15 hectáreas de pastos naturales.
Esta Flora se ha convertido en espacio vital para el desarrollo de la actividad apícola.
d) Fauna natural.- Es mayor con comparación con los desiertos del sur del país. Destaca la presencia de animales como: el burro salvaje, zorro, sajino, loro, perico, paloma, tordo, y una gran variedad de insectos, culebras, lagartijas, iguanas, macanches y la Pava Aliblanca actualmente en protección por peligro de extensión.
e) Los minerales.- Entre los minerales terrosos destacan la piedra cascajo, arena, greda, arcilla. En el cerro La Mina existen vetas de mineral terroso.

### Zoología

#### La Pava Aliblanca
Durante 100 años se creyó que la Pava Aliblanca se había extinguido, hasta que fue descubierta en 1977.
Enrique Ortiz Tejada, estudiante de Biología de la Universidad de San Marcos, vivió cinco meses recorriendo a pie más de 20 quebradas y jagüeyes (ojos de agua), observando y estudiando la pava aliblanca, a la cual encontró en una quebrada posada en una rama de hualtaco. Se hallaba gorjeando con el característico 'lar, jar, jar,...", gorjeo que le sirvió para poder localizarla con su cuerpo alargado, color negro tornasolado, garganta y patas rojas, que contrasta con las plumas blancas al final de sus alas.
El 20 de septiembre de 1981 Ricardo Timaná Mío encontró en la quebrada del jagüey de San Isidro en la rinconada de Querpón, un nido oculto en el tronco de un árbol de hualtaco, en el suelo, el cual tenía dos huevos de pava aliblanca y sabía que eran de este hermoso ejemplar porque la vio volar de ese lugar y por curiosidad fue a observar de donde había salido y se dio con esa gran sorpresa los cogió y llevó a casa de su madre Lucía Mío y los puso a empollar en el nido de una pava doméstica y el 1 de octubre de 1981, día del Periodista, nació sólo un pichón de pava aliblanca, que se lo obsequió a su amigo Gustavo del Solar, para su crianza en cautiverio en la ciudad de Chiclayo.

#### Zoocriadero "Barbara D'Achile"
En la actualidad existe un zoocriadero, bajo la dirección del Dr. Víctor Díaz y su unidad de Gestión Económico-Financiera, conformada por Lic. Alfredo Pretell y Lic. Rommel Córdova, el cual se encuentra ubicado en Las Pampas de Cascajal, aproximadamente a 25 minutos de la ciudad de Olmos. Aquí se pueden apreciar hermosos ejemplares de la Pava Aliblanca, la cual es conocida por los ornitólogos como "Penélope albipennis" que caracteriza a la fauna de Lambayeque.

## Autoridades

### Municipales
- 2019 - 2022[6]
  - Alcalde: Adrián Arroyo Soplopuco, de Podemos por el Progreso del Perú.[7]
  - Regidores:

  1. Mercy Puse Serrato (Podemos por el Progreso del Perú)
  2. Javier Roque Antón (Podemos por el Progreso del Perú)
  3. Mariela Liliana Benites Guevara (Podemos por el Progreso del Perú)
  4. Luz Giovanny Ramos Roque (Podemos por el Progreso del Perú)
  5. Celene Lisbeth Serrato Espinoza (Podemos por el Progreso del Perú)
  6. Ántero Torres Maza (Acción Popular)
  7. Luis Humberto Odar Soplopuco (Todos por el Perú)

Alcaldes anteriores
- 2019: Willy Serrato Puse[7]
- 2011 - 2014:[8] Willy Serrato Puse, del Partido Alianza para el Progreso (APP).
- 2007 - 2010: Juan Mio Sánchez.

## Festividades

### Festival Internacional del Limón y aniversario de la ciudad de Olmos
En el primer período de gestión del alcalde de la Municipalidad Distrital de Olmos, José Oliden Camacho, a su vez dirigente del Comité de Productores de Limón de Olmos, se propuso realizar un evento donde se expongan las bondades de este producto cítrico; así como efectuar, un reconocimiento a los agricultores que se dedican al cultivo del limón, infaltable en la mesa popular.
De esta forma surge la idea y el 20 de abril de 1984, se convoca a reunión de Concejo, donde tomaron parte, el alcalde José Oliden Camacho y los regidores Pedro Falla Lamadrid, Guido Mío Chávez, Noé Capuñay Tesén, Wilson Bernabé Arellano y Juan Monja Pupuche. En esta cita, se fundamentó la necesidad de crear el Festival del Limón, idea propuesta por Oliden Camacho. En el acto la propuesta fue aceptada por unanimidad de los ediles asistentes, acordando hacer conocer de esta decisión en próxima sesión pública a la ciudadanía Olmana. En dicha reunión, quedó conformada la primera Comisión Central Organizadora del Primer Festival del Limón, de la siguiente manera: Presidente, José Oliden Camacho; Secretario, José Salinas Saavedra; Secretaria de Economía, Cecilia Soler Botton; Comisión del Reinado y Corso, Lilian Arellano; Comisión de Cultura y Deportes, Medelius Sotero Ramírez; Relaciones Públicas, Luis Arbal Veléz Peltroche; Comisión de Deportes, Juan Monja Pupuche y Pedro Falla Lamadrid y en la Comisión de Prensa se designó a Noé Capuñay y Tesén.
Se acordó iniciar los actos desde el 23 de junio hasta el 30 del mismo mes. Formando parte de las celebraciones de Aniversario de la Fundación Española de Olmos. Asimismo se expidió, la Resolución Municipal 20-04, del 20 de abril, oficializando la creación del evento. En los estatutos, se estableció designar una reina representante del Limón que presidiera los actos a realizarse. Esta belleza, tendrá que ser hija, nieta o pariente cercana de los productores de Limón con residencia en Olmos o en el departamento de Lambayeque, debiendo además poseer atributos físicos y morales. De igual forma se estableció estimular con los premios del Limón de Oro, plata y bronce, a los productores, que exhiban los mejores ejemplares de Limón durante su exposición en el campo ferial.
Como preceptos del festival, se aprobó exigir a los gobiernos de turno, la continuación del Proyecto Hidroenergético de Olmos, hacer conocer las bondades de las tierras olmanas, promover el turismo, y resaltar las tradiciones y costumbres de su gente.
Con fecha 15 de mayo de 1987, la cámara de Senadores y de Diputados de la República,  expide una resolución legislativa, donde se declara Olmos, como la "capital del limón", pedido expreso de José Oliden Camacho y tramitada en la sede bicameral por los entonces diputados, Flavio Miguel Núñez Izaga y César Limo Quiñónez.